# Odão da Aquitânia
Odão (Eudon, Eudo, Oto, e Odo), foi duque da Aquitânia e Vascónia de 681 até à sua morte, em 735.
Filho de Lopo I, de origem vasca, na sua adesão ao título de duque, o ducado aliado aos Bascos e inimigo dos Francos, estendendo-se do Loire além-Pirenéus, com Toulouse como sua capital, bem como a Vascónia mais tarde.

## Biografia

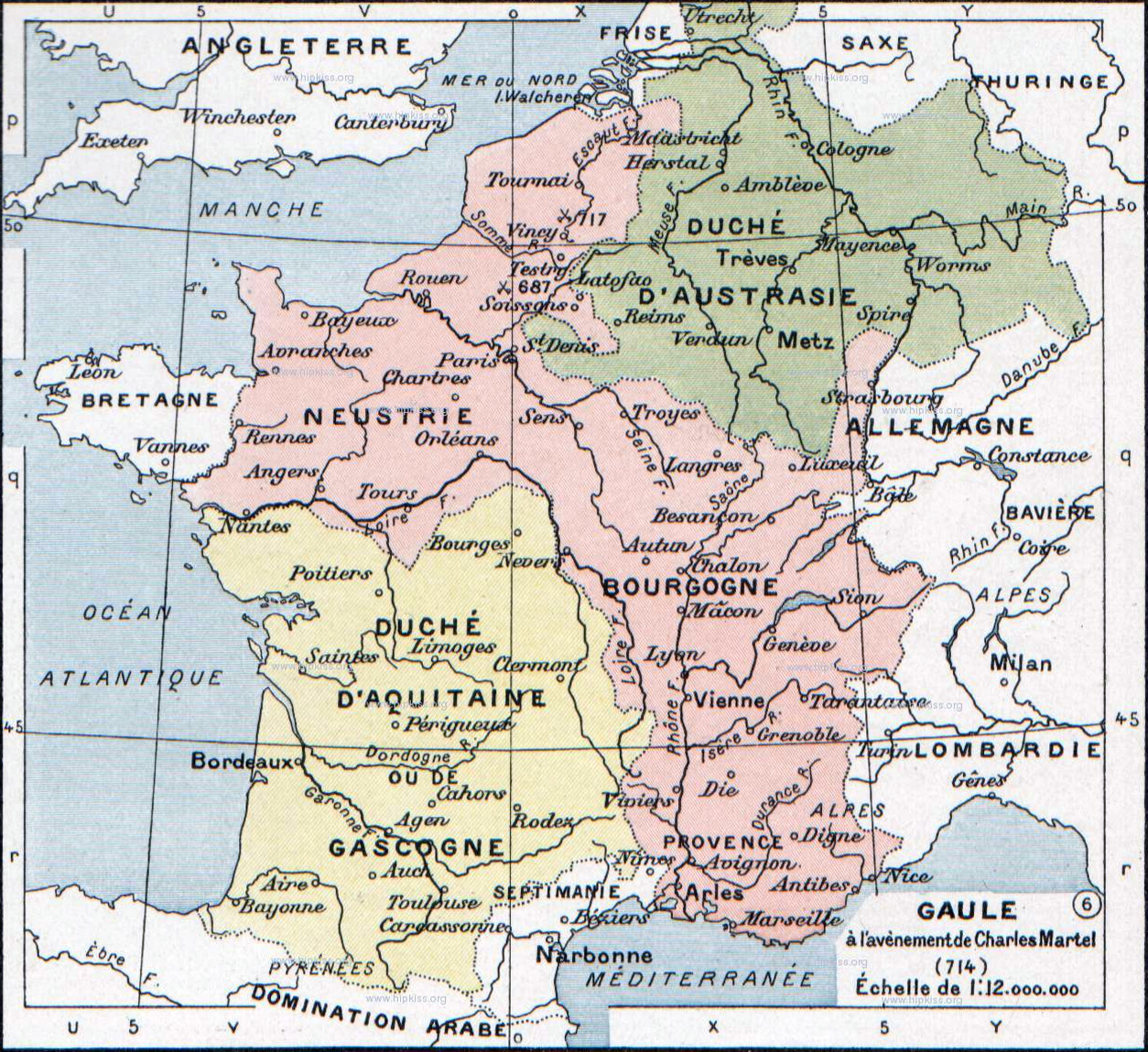
Gália no advento de Carlos Martel (714). Paul Vidal de La Blache, Atlas geral da historia e da geografia (1912).

O reino de Nêustria do rei Quilperico II vê-se ajudado pelo prefeito do palácio Rainfroy, que os Austrasianos acusam de pretender o trono com o nome de "tirano ". Carlos Martel derrota Rainfroy em Vinchy a 21 de março de 717, apesar da sua aliança com os Frisíos pagãos. Rainfroy colapsa face aos vascões que formam a maior parte das tropas do Odão. < É por isso que Quilperico e Rainfroy enviam uma embaixada a Odão para obter a sua aliança contra Carlos Martel. Eles oferecem-lhe o reino e doações. Odão é portanto oficialmente reconhecido como rei da Aquitânia pelo rei da Nêustria. No entanto, à força militar falta o galo-romano do sudeste, que vai ajudar Carlos Martel a suprimir a sua independência muito rapidamente. À maneira de Dagoberto I, vice-rei da Austrásia, Judicael, duque ou rei dos Bretões, de Crameno e de Cariberto II, nomedos os dois reis da Aquitânia, havia uma tradição franca de vice-reino (Unterköningtum). Quando Quilperico II e Rainfroy concordam com um reino e doações a Odão, eles não entregam o reino da Nêustria a Odão mas pagam uma aliança para o reconhecimento do vice-reinadi da Aquitânia e o selam por uma troca de doações segundo um cerimonial rigorosamente idêntico ao que ordenou o encontro entre Judicael e Dagoberto I. Eles doam contra um reconhecimento da sua independência e o título de rei. Odão é reconhecido submisso a Quilperico II porque ele não entra em relação com o rei da Austrásia, e recusa-se a obedecer ao prefeito do palácio austrasiano. Legalmente, o vice-rei da Aquitânia é legitimamente reconhecido como senhor-rei "domnus princeps".
Uma aliança é feita, um exército comandado por Quilperico II, Rainfroy e Odão partem em batalha contra Carlos Martel, mas o último inflige-lhes uma derrota em 14 de outubro de 719 entre Senlis e Nery perto de Soissons. Odão conseguiu escapar com parte de seus homens, e passa a sul do Loire. Ele acolhe, em seguida, Quilperico em Toulouse, mas recusa-se a continuar a luta contra os Francos. Ele entrega também Quilperico em 720, Carlos Martel contra um tratado de paz.
Odão tinha necessidade desta paz para ser capaz de enfrentar os árabes, que conquistaram quase toda a Península Ibérica desde 711 e tomam Narbona em 720. Ele triunfa sobre o emir Açame ibne Maleque Alcaulani entre Toulouse e Carcassona em 721 (batalha de Toulouse), e também derrubou duas vezes o emir Anbaça ibne Suaime Alcalbi, 725 e 726. Os Sarracenos tinham tomado Nimes e Carcassona (725).
Em 731, Carlos, acusando-o de violar o tratado de paz de 720, passa o Loire duas vezes e toma Bourges.
Ele casa Lampégie, sua filha, com Otomão ibne Naissa também chamado Munuza, governador dissidente da Cerdanha. Mas, em 732, Munuza, em revolta contra o uale do Alandalus, Abderramão, é morto pelas tropas de Gehdi ibne Zeiane.
Os Omíadas de Espanha lançam duas ofensivas, simultaneamente, uma que remonta ao vale do Ródano até Sens, e a outra comandada por Abderramão, que atravessou os Pirenéus, devastando a Aquitânia, toma Bordéus e derrota as tropas de Odão numa batalha sangrenta na passagem do Dordonha ou do Garona.
O duque da Aquitânia fugiu e pediu ajuda a Carlos Martel, seu ex-inimigo. Ele reúne um exército, o encontro teve lugar em outubro de 732 perto de Poitiers, dando a vitória aos Francos.
Depois de perder Bordéus, Odão aceitou a soberania de Carlos Martel, e morreu em 735. Seus filhos Hunaldo I e Hatão da Aquitânia, sucedeu-no. A crónica de Fredegário menciona Remistão como um filho de Odão da Aquitânia, tio de Waifre, a quem o rei Pepino I da Aquitânia, filho de Luís, o Piedoso, confia um feudo em Berry.